# Bayeux (Paraíba)
Pour les articles homonymes, voir Bayeux (homonymie).
Bayeux est une ville brésilienne du littoral de l'État de la Paraíba. Elle se situe par une latitude de 07° 07′ 30″ sud et par une longitude de 34° 55′ 55″ ouest, à une altitude de 11 mètres. Sa population était estimée à 92 891 habitants en 2007. La municipalité s'étend sur 32 km2.
Elle fait partie de la région métropolitaine de João Pessoa.
Initialement dénommée Barreiros, la ville prend son nom actuel le 21 juin 1944, sous l'influence de Francisco de Assis Chateaubriand Bandeira de Melo, en hommage à la ville française de Bayeux, première ville libérée des nazis après le débarquement en Normandie,. Une déclaration d’amitié a été signée entre les deux conseils municipaux en 2015. Une association d’échanges s’est également créée et des voyages de délégations d’élus ont été organisés.